# Meteorološka postaja
Meteorološka postaja je ustanova meteorološke službe koja služi za meteorološka promatranja radi proučavanja vremena i klime, te za druga znanstvena istraživanja koja su od značaja za sve grane ljudske djelatnosti, naročito za poljoprivredu, šumarstvo, vodoprivredu i promet. U okviru Svjetske meteorološke organizacije služe za međunarodnu razmjenu podataka za proučavanje Zemljine atmosfere kao cjeline.

## Podjela
Ovisno o veličini, organizaciji i opremljenosti meteorološke službe, podjela u pojedinim zemljama veoma je različita, a najčešća je prema namjeni.
Prema namjeni, obično se dijele na sinoptičke, zrakoplovne, klimatološke, agrometeorološke, oborinske i specijalne.

### Sinoptičke meteorološke postaje
Sinoptičke meteorološke postaje sudjeluju u dnevnoj izvještajnoj službi i dnevnoj međunarodnoj razmjeni meteoroloških podataka za potrebe prognoze vremena radi osiguranja prometa u zraku, na kopnu, moru, jezerima i rijekama, kao i drugih gospodarstvenih djelatnosti. One mogu biti površinske (kopnene i brodske) i visinske (pilotbalonske, radiosondažne, kombinirane, avionske i orbitalne).

#### Površinske meteorološke postaje
Površinske meteorološke postaje služe za meteorološka promatranja i mjerenja u prizemnom sloju atmosfere. Promatranja se vrše u vrijeme određeno međunarodnim dogovorom (u 00, 06, 12 i 18 sati po svjetskom vremenu).
Postaje promatraju mnogobrojne elemente: oborine, stanje tla odnosno mora, maksimalne i minimalne temperature, brzinu i smjer vjetra, vidljivost, sadašnje i prošlo stanje vremena, atmosferski tlak i njegove promjene, rosište i oblačnost (količinu, vrstu, visinu baze, smjer i brzinu kretanja oblaka). Svi ti elementi promatraju se i mjere instrumentima i vizualno, bilježe u dnevnik i dostavljaju nadležnoj meteorološkoj službi. Radi bržeg dostavljajnja telekomunikacijama, podaci se kodiraju. Osim svakodnevnih, šalju se i mjesečni izvještaji u pisanom obliku nacionalnim klimatološkim centrima.
Mnoge od tih postaja vrše još 4 dopunska promatranja, u intervalima od po 3 sata (03, 09, 15 i 21 h po svjetskom vremenu). Podatci međunarodnog značaja šalju se na pogodan način svim zainteresiranim postajama u svijetu i unose na sinoptičke karte sitnih razmjera.
- Kopnene meteorološke postaje locirane su na kopnu i mogu biti osnovne (glavne) i dopunske (obične) - razlika između njih je u popunjenosti meteorološkim instrumentima i kompletnosti meteoroloških izvještaja koje sastavljaju. Posebnu vrstu tih postaja čine automatske meteorološke postaje, koje se najčešće postavljaju u polarnim, pustinjskim, planinskim i drugim teško pristupačnim predjelima. Rad im je potpuno automatiziran, tako da rade bez prisustva ljudstva. Prva takva postaja postavljena je u drugoj polovici 1961. godine na Axel Heibergu, nanastanjenom otoku kanadskog Arktika, koju pokreću izotopi stroncija 90. Pojavom računala, omasovljeno je postavljanje automatskih vremenskih postaja, naročito u domovima zaljubljenika u meteorologiju.

- Brodske meteorološke postaje su oceanske meteorološke postaje smještene na meteorološkim brodovima i na brodovima-svjetionicima. Također se smještaju i na određene brodove trgovačke mornarice, koji mogu biti:
  - odabrani brodovi, snabdjeveni kompletnim meteorološkim instrumentima za promatranje i dostavljanje meteoroloških izvještaja u punom obimu,
  - dopunski brodovi, snabdjeveni ograničenim brojem meteoroloških instrumenata, a izvještaje dostavljaju u skraćenom obimu,
  - pomoćni brodovi koji nemaju specijalne meteorološke instrumente, a izvještaje dostavljaju na zahtjev ili povremeno u znatno skraćenom obimu.

Inicijativom Međunarodne organizacije civilnog zrakoplovstva 1954. godine, uspostavljena je na Atlantskom i Tihom oceanu stalna mreža meteoroloških postaja na specijano opremljenim meteorološkim brodovima, za potrebe oceanskog zrakoplovnog i pomorskog prometa. Za meteorološko promatranje brodovima trgovačkih mornarica u 1971. godini bilo je angažirano ukupno 5597 brodova iz 38 zemalja članica Svjetske meteorološke organizacije.
Za razliku od trgovačkih brodova, namjenski meteorološki brodovi nisu izbjegavali nepovoljne vremenske situacije i pokazali su izuzetno korisnim kao značajan izvor informacija za proučavanje vjetrova i valova. Kako su vremenom većinu funkcija preuzeli sateliti, zrakoplovi i postaje na bovama, kao efikasniji ili jeftiniji sustavi, namjenski meteorološki brodovi su povučeni iz upotrebe. Dogovor je okončan 1990. godine, a zadnji brod u sustavu (na lokaciji "M") bio je norveški MS Polarfront, koji je s radom prestao 1. siječnja 2010. godine. Vremenske informacije s trgovačkih brodova se i dalje prikupljaju.

#### Visinske meteorološke postaje
Visinske meteorološke postaje vrše meteorološka mjerenja u slobodnoj atmosferi. Te postaje najčešće dobivaju nazive prema uređajima s kojima su opremljene:
- Pilotbalonske postaje koje služe za mjerenje smjera i brzine vjetra na visini pilotbalonima,
- Radiosondažne postaje za mjerenje tlaka, temperature i vlažnosti zraka na visini radiosondama,
- Radiovjetar postaje za mjerenje smjera i brzine vjetra na visini pilotbalonima s radarskim odbijačem ili radioodašiljačem i njihovim praćenjem sa zemlje radarima ili radiogoniometrima,
- Kombinirane radiosondažne i radiovjetar postaje.
- Avionske meteorološke postaje čine avioni specijalno opremljeni meteorološkim instrumentima, koji obavljaju izviđačke letove radi popune praznina u promatranju brodskih meteoroloških postaja, a služe i za otkrivanje i praćenje harikena, tornada i za druga meteorološka mjerenja. Prema međunarodnom dogovoru i svi avioni na međunarodnim zračnim linijama vrše meteorološka promatranja, dostavljaju ih kontroli letenja, koja ih dalje šalje meteorološkoj službi. U tu kategoriju spadaju i meteorološke postaje na bespilotnim letjelicama i specijalnim meteorološkimm balonima.
- Orbitalne meteorološke postaje su, pored raznih meteoroloških instrumenata, opremljene foto i televizijskim kamerama za meteorološka promatranja iz svemira.

### Zrakoplovne meteorološke postaje
Zrakoplovne meteorološke postaje namijenjene su za promatranje i sastavljanje meteoroloških izvještaja za uporabu u međunarodnom zračnom prometu. Promatranja se vrše svaki sat ili svakih pola sata.

### Klimatološke meteorološke postaje
Klimatološke meteorološke postaje promatranjem i mjerenjem prikupljaju podatke o vremenskim prilikama i klimi u određenoj oblasti.

### Agrometeorološke postaje
Agrometeorološke postaje služe za meteorološka i biološka promatranja i mjerenja za upoznavanje utjecaja vremena i klime na razne poljoprivredne kulture.

### Oborinske meteorološke postaje
Oborinske meteorološke postaje služe za promatranje i bilježenje vrste i oblika oborina, njihovog intenziteta (količine) i trajanja, kao i za praćenje drugih značajnih promjena vremena.

### Specijalne meteorološke postaje
Specijalne meteorološke postaje obuhvaćaju promatranja i mjerenja za naročite potrebe: mjerenje ozona, ugljičnog dioksida, aerosola i drugih sastojaka atmosfere, mikroklimatološka mjerenja i mjerenja radioaktivnosti zraka.

## Sastav postaja
Sve sinoptičke, zrakoplovne, klimatološke, agrometeorološke i neke specijalne meteorološke postaje sastoje se od meteorološkog kruga u kojem su postavljeni osnovni instrumenti za meteorološka promatranja i mjerenja, te zgrade meteorološke postaje. Ovisno o tipu, postaja je popunjena potrebnim ljudstvom.

## Vanjske poveznice
- Državni hidrometeorološki zavod
- Hrvatski meteorološki portal, Crometeo.net  Arhivirana inačica izvorne stranice od 7. veljače 2012. (Wayback Machine)
- Trenutačni meteorološki podatci u Hrvatskoj s automatskih meteoroloških postaja, Pljusak.com
- Informacije i dokumenti o meteorologiji, EuroWEATHER, engleska verzija web stranice EuroMETEO